# Obiectivul de Dezvoltare Durabilă 3
Obiectivul de dezvoltare durabilă 3 (ODD 3 sau Obiectivul Global 3) - „Sănătate și bunăstare” este unul dintre cele 17 Obiective de Dezvoltare Durabilă adoptate de Națiunile Unite în 2015. Formularea oficială este: „Asigurarea unei vieți sănătoase și promovarea bunăstării tuturor, de toate vârstele". Țintele ODD 3 se concentrează pe diferite aspecte ale vieții sănătoase și ale stilului de viață sănătos. Progresul în atingerea obiectivelor este măsurat cu ajutorul a douăzeci și unu de indicatori.
ODD 3 are 13 ținte și 28 de indicatori pentru a măsura progresul către ținte. Primele nouă ținte sunt „ținte de rezultat”:
- reducerea mortalității materne,
- eliminarea deceselor prevenibile ale copiilor în vârstă de până la cinci ani,
- combaterea bolilor transmisibile,
- reducerea mortalității cauzate de bolile netransmisibile și promovarea sănătății mintale,
- prevenirea și tratarea abuzului de substanțe chimice,
- reducerea leziunilor și deceselor survenite în accidente rutiere,
- acces universal la îngrijire sexuală și reproductivă, planificare familială și educație sexuală,
- acoperire medicală universală,
- reducerea numărului de îmbolnăviri și decese cauzate de substanțe chimice periculoase și poluare.

Cele patru mijloace de implementare a țintelor sunt:
- implementarea Convenției-cadru a OMS privind controlul tutunului,
- sprijinirea cercetării, dezvoltării și accesului universal la vaccinuri și medicamente la prețuri accesibile,
- creșterea finanțării sănătății și sprijinirea forței de muncă din domeniul sănătății în țările în curs de dezvoltare,
- îmbunătățirea sistemelor de avertizare timpurie privind riscurile globale pentru sănătate[2].

ODD 3 urmărește realizarea acoperirii universale a serviciilor de sănătate și acces echitabil la serviciile de asistență medicală pentru toți bărbații și femeile. Acesta propune eradicarea mortalității prevenibile a nou-născuților, sugarilor și copiilor sub cinci ani („mortalitate infantilă”) și să pună capăt epidemiilor.
O sănătate bună este esențială pentru dezvoltarea durabilă și pentru Agenda 2030. ODD 3 se concentrează pe inegalitatea economică și socială, urbanizare, criza climatică și povara continuă a HIV și a altor boli infecțioase, fără a ignora provocările emergente, cum ar fi bolile netransmisibile. Având în vedere pandemia globală COVID-19, este necesar să se acorde o atenție semnificativă asigurării sănătății și bunăstării la scară globală.
S-au înregistrat progrese în ceea ce privește creșterea speranței de viață și reducerea unora dintre cauzele comune ale mortalității infantile și materne. Între 2000 și 2016, rata mondială a mortalității copiilor sub cinci ani a scăzut cu 47% (de la 78 de decese la 1.000 de născuți vii la 41 de decese la 1.000 de născuți vii), dar numărul copiilor care mor sub vârsta de cinci ani este foarte mare: 5,6 milioane în 2016..

## Context

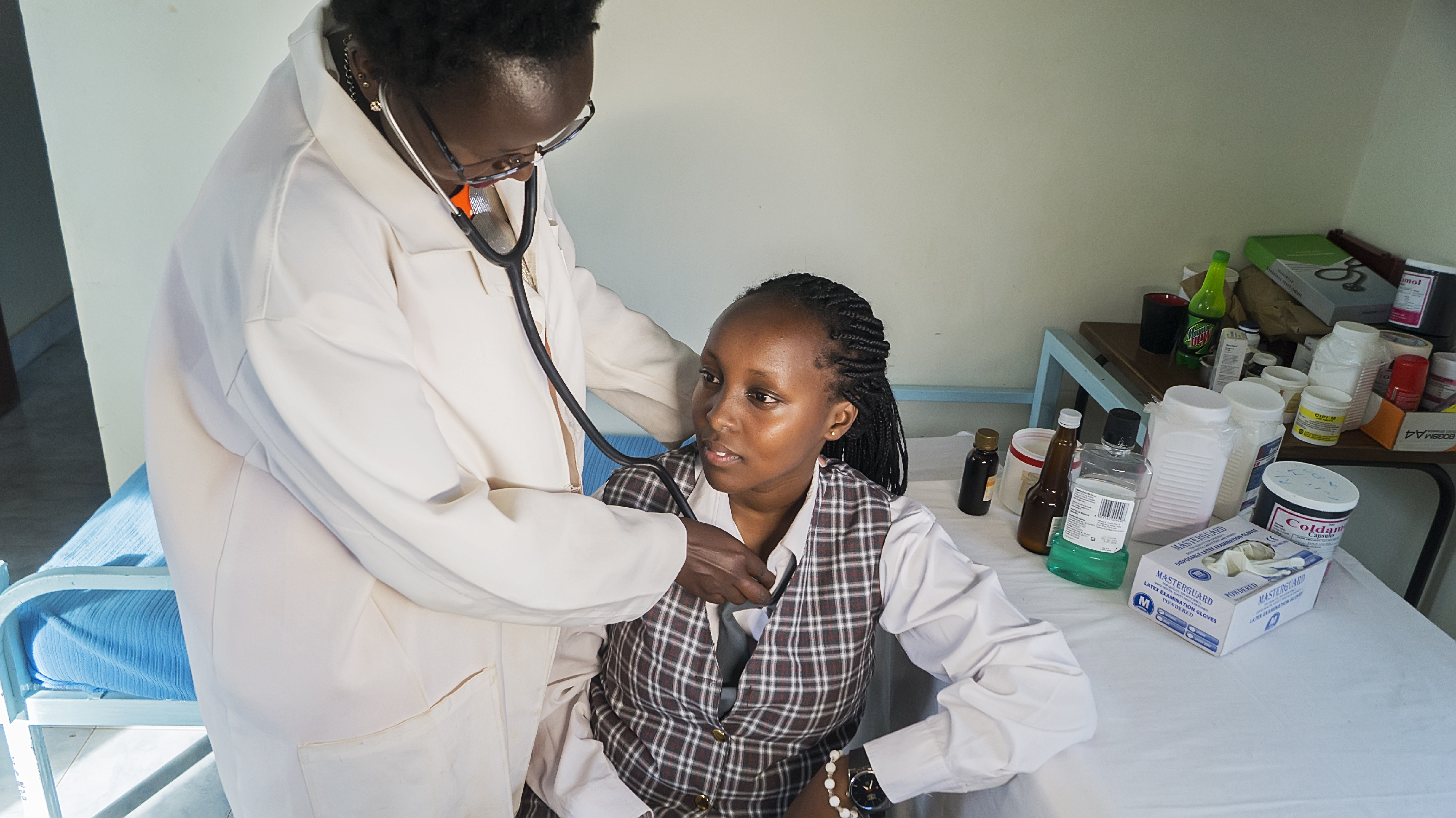
O asistentă școlară verifică starea de sănătate a elevilor în Kenya

Programul Națiunilor Unite pentru Dezvoltare (PNUD) raportează că „la fiecare 2 secunde, o persoană cu vârsta cuprinsă între 30 și 70 de ani moare prematur din cauza bolilor netransmisibile - boală cardiovasculară, boală respiratorie cronică, diabet sau cancer”.
Conform statisticilor, la nivel global, „2,4 milioane de copii au murit în prima lună de viață în 2019 – aproximativ 6.700 de decese neonatale în fiecare zi – aproximativ o treime din toate decesele neonatale au avut loc în prima zi după naștere și aproape de trei sferturi apar în prima săptămână de viață”. Lipsa accesului la asistență medicală de calitate este unul dintre factorii majori. Mortalitatea neonatală a fost cea mai mare în Africa Subsahariană și Asia de Sud, care au înregistrat 27 și, respectiv, 25 de decese la 1.000 de născuți vii, în 2019.
Au fost făcuți pași importanți în creșterea speranței de viață și reducerea unora dintre cauzele comune ale mortalității mamei și copilului. Între 2000 și 2016, rata mortalității la nivel mondial a copiilor sub cinci ani a scăzut cu 47% (de la 78 de decese la 1.000 de născuți vii la 41 de decese la 1.000 de născuți vii). Cu toate acestea, numărul copiilor care mor înainte de a împlini vârsta de cinci ani este extrem de mare: 5,6 milioane numai în 2016.
S-au înregistrat unele progrese în ceea ce privește îmbunătățirea sănătății globale în ultimii ani. De exemplu, 146 din 200 de țări sau zone au îndeplinit deja sau sunt pe cale să atingă ținta ODD privind mortalitatea infantilă pentru copiii sub 5 ani. Tratamentul eficient împotriva HIV a redus numărul de decese cauzate de SIDA la nivel mondial cu 52% din 2010 și cel puțin o boală tropicală neglijată a fost eliminată în 47 de țări. Cu toate acestea, s-au înregistrat progrese insuficiente în alte domenii, cum ar fi reducerea mortalității materne și extinderea acoperirii medicale universale. La nivel global, aproximativ 800 de femei au murit în fiecare zi din cauza sarcinii sau a nașterii în 2020. Și 381 de milioane de persoane au fost împinse sau s-au menținut în sărăcie extremă în 2019 din cauza costurilor pentru sănătate.

## Ținte, indicatori și progres
ONU a definit 13 ținte și 28 indicatori pentru ODD 3. Principala sursă de date și hărțile pentru indicatorii ODD 3 provin din Our World in Data | SDG Tracker. Țintele ODD 3 acoperă o gamă largă de aspecte, inclusiv reducerea mortalității materne (ținta 3.1), eliminarea tuturor cauzelor prevenibile de deces înainte de împlinirea vârstei de cinci ani (ținta 3.2), combaterea bolilor transmisibile (ținta 3.3), reducerea mortalității cauzate de bolile netransmisibile și promovarea sănătății mintale (ținta 3.4), prevenirea și tratarea abuzului de substanțe chimice (ținta 3.5), reducerea leziunilor și deceselor survenite în accidente rutiere (ținta 3.6), acces universal la îngrijire sexuală și reproductivă, planificare familială și educație sexuală (ținta 3.7), acoperire medicală universală (ținta 3.8 ), reducerea numărului de îmbolnăviri și decese cauzate de substanțe chimice periculoase și poluare (ținta 3.9), implementarea Convenției-cadru a OMS privind controlul tutunului (ținta 3.a), sprijinirea cercetării, dezvoltării și accesului universal la vaccinuri și medicamente la prețuri accesibile (ținta 3.b), creșterea finanțării sănătății și sprijinirea forței de muncă din domeniul sănătății în țările în curs de dezvoltare (ținta 3.c) și îmbunătățirea sistemelor de avertizare timpurie privind riscurile globale pentru sănătate (ținta 3.d).

### Ținta 3.1: Reducerea mortalității materne

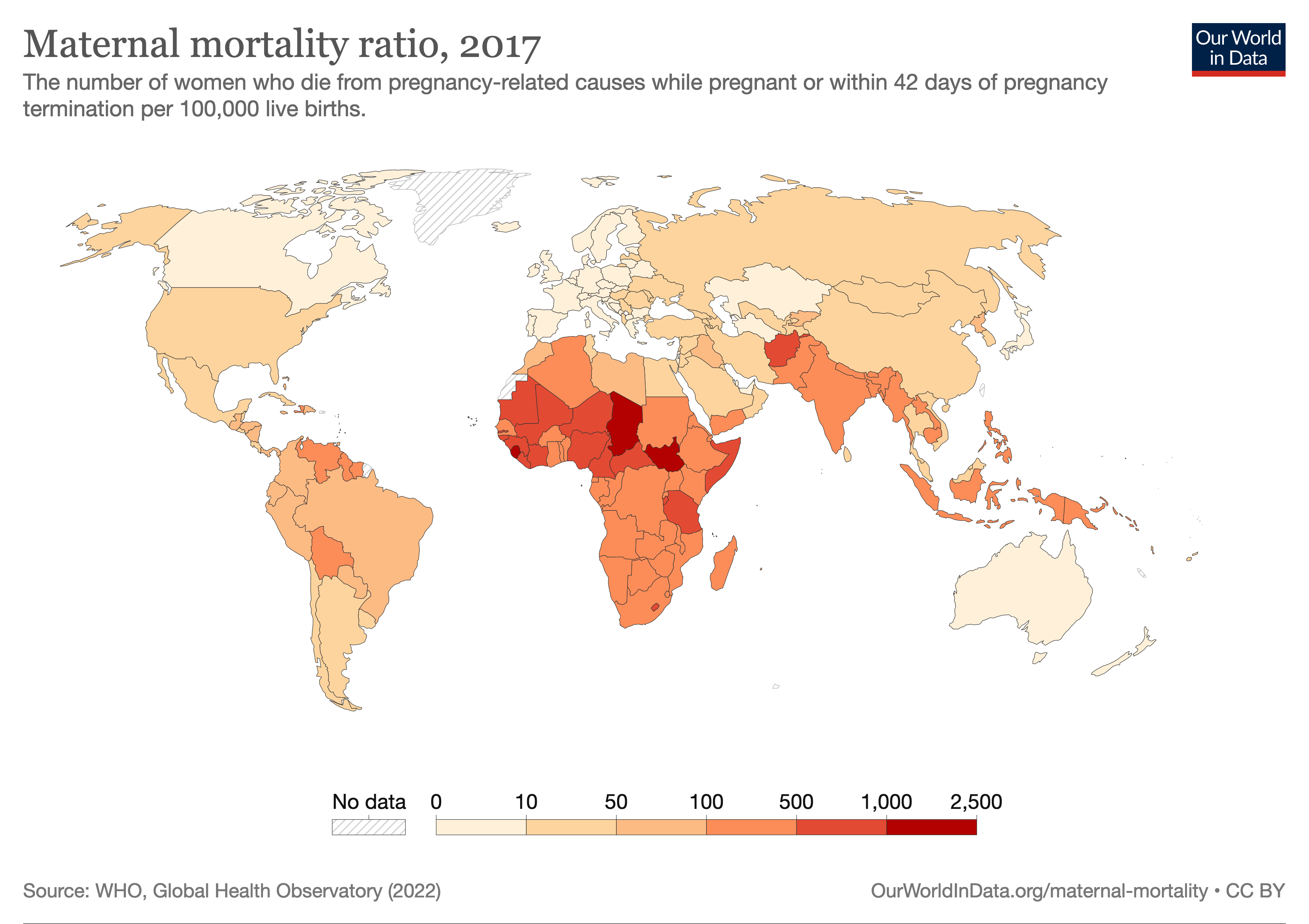
Harta lumii pentru indicatorul 3.1.1: Rata mortalității materne

Textul integral al Țintei 3.1 este: „Până în 2030, reducerea globală a ratei mortalității materne la mai puțin de 70 la 100.000 de născuți vii”.
Ținta 3.1 are doi indicatori:
- indicatorul 3.1.1: „Rata mortalității materne”. Rata mortalității materne se referă la numărul de femei care decedează din cauze legate de sarcină în timpul sarcinii sau în decurs de 42 de zile de la întreruperea sarcinii la 100.000 de născuți vii,
- indicatorul 3.1.2: „Ponderea nașterilor asistate de personal instruit”. Acesta trebuie să ofere supravegherea, îngrijirea și sfaturile necesare femeilor în timpul sarcinii, travaliului și perioadei postnatale, să asiste nașterile și să îngrijească nou-născuții.

Ținta 3.1 urmărește reducerea mortalității materne la mai puțin de 70 de decese la 100.000 de născuți vii. Deși rata mortalității materne a scăzut cu 37% între 2000 și 2015, au existat aproximativ 303.000 de decese materne la nivel mondial în 2015, majoritatea din cauze care puteau fi prevenite. În 2015, afecțiunile de sănătate maternă au fost, de asemenea, principala cauză de deces în rândul fetelor cu vârsta cuprinsă între 15 și 19 ani. Strategiile cheie pentru îndeplinirea ODD 3 vor fi reducerea numărului de sarcini la vârstă adolescentă (care este strâns legată de ODD 5 - Egalitatea de gen), furnizarea de date mai bune pentru toate femeile și fetele și realizarea unei acoperiri universale de asistente de naștere („moașe”) calificate:34.

### Ținta 3.2: Eliminarea deceselor prevenibile ale copiilor în vârstă de până la cinci ani

Harta lumii pentru indicatorul 3.2.2: Rata mortalității neonatale

Textul integral al Țintei 3.2 este: „Până în 2030, eliminarea deceselor prevenibile ale nou-născuților și copiilor sub 5 ani, toate țările urmărind reducerea mortalității neonatale până la cel mult 12 la 1.000 de născuți vii și mortalitatea infantilă sub 5 ani până la cel mult 25 la 1.000 de născuți vii".
Ținta 3.2 are doi indicatori:
- indicatorul 3.2.1: „Rata mortalității infantile a copiilor sub 5 ani. Rata mortalității infantile a copiilor sub sub 5 ani măsoară numărul de copii la 1.000 de născuți vii care mor înainte de a împlini vârsta de cinci ani”,
- indicatorul 3.2.2: „Rata mortalității neonatale. Rata mortalității neonatale este definită ca ponderea nou-născuților la 1.000 de născuți vii într-un anumit an care mor înainte de a împlini vârsta de 28 de zile”.

La nivel global, se menține un risc ridicat de deces al copiiilor înainte de a împlini vârsta de cinci ani, chiar dacă s-au înregistrat îmbunătățiri. Există aproximativ 43 de decese de copii la 1.000 de născuți vii în 2015. Aceasta înseamnă că în fiecare zi mor aproximativ 16.000 de copii sub vârsta de cinci ani (date din 2015):3.
Îmbunătățirea programelor de îngrijire prenatală ar putea reduce rata mortalității neonatale:3.

### Ținta 3.3: Combaterea bolilor transmisibile

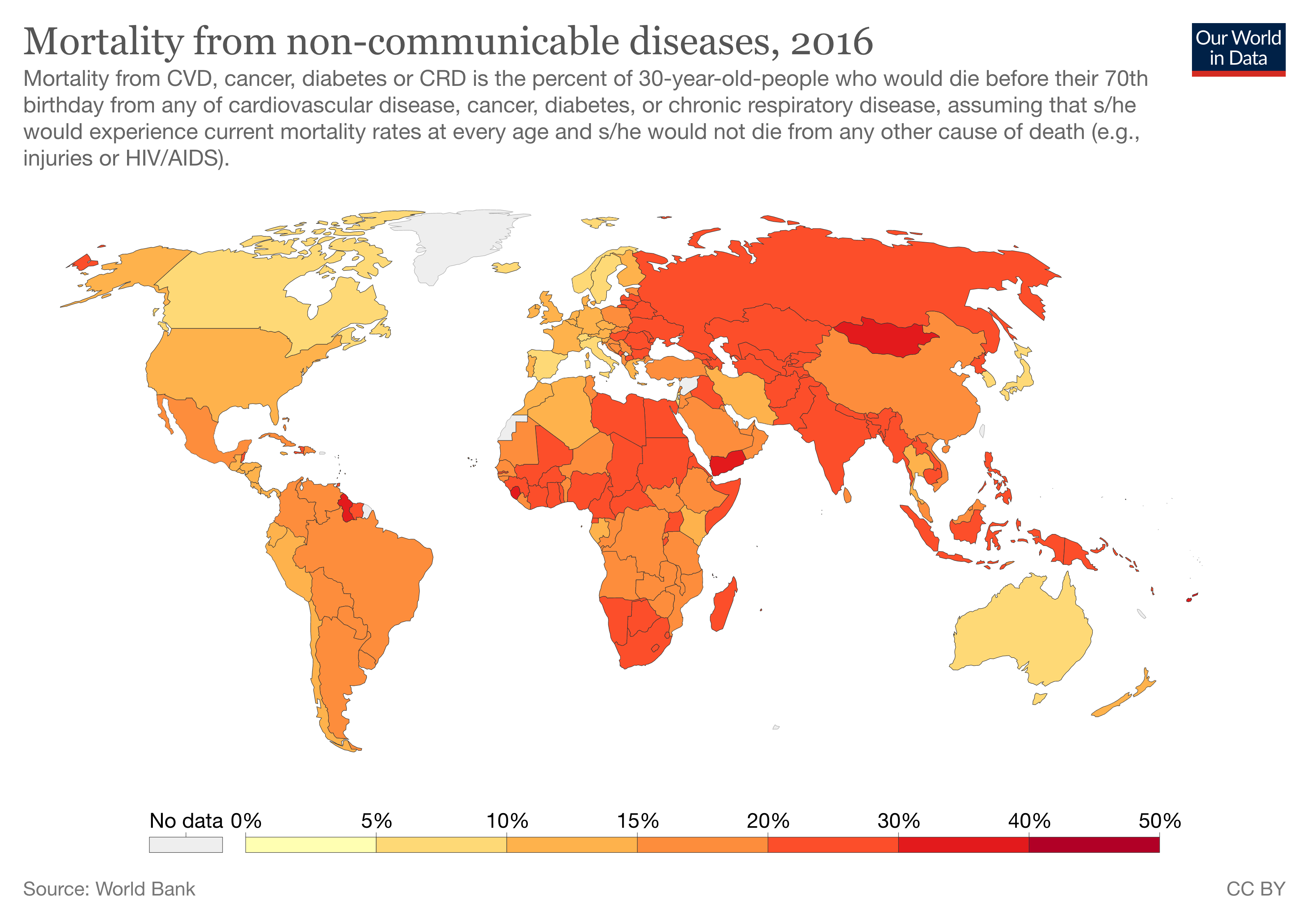
Harta lumii pentru indicatorul 3.4.1: Rata mortalității cauzate de boli cardiovasculare, cancer, diabet sau boli respiratorii cronice între 30 și 70 de ani (%)

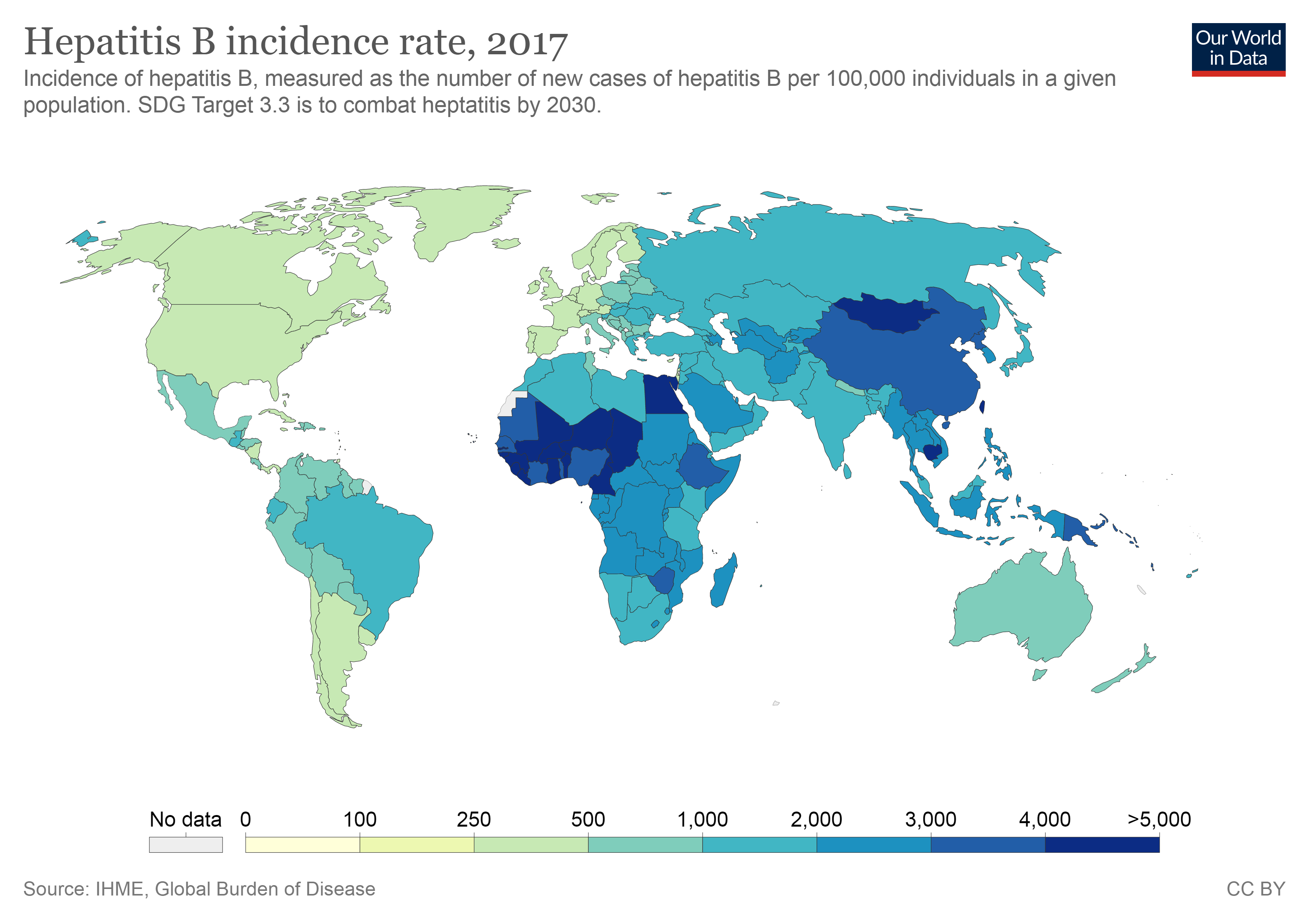
Harta lumii pentru indicatorul 3.3.4: Incidența hepatitei B

Textul integral al Țintei 3.3 este: „Până în 2030, eradicarea epidemilor de HIV/SIDA, tuberculozei, malariei și bolilor tropicale neglijate și combaterea hepatitei, a bolilor transmise prin apă și altor boli transmisibile".
Ținta 3.3 are cinci indicatori:
- indicatorul 3.3.1: „Numărul de noi infecții cu HIV la 1.000 de persoane neinfectate”,
- indicatorul 3.3.2: „Numărul cazurilor de tuberculoză la 100.000 de locuitori,
- indicatorul 3.3.3: Incidența malariei la 1.000 de locuitori”,
- indicatorul 3.3.4: „Incidența hepatitei B la 100.000 de locuitori”,
- indicatorul 3.3.5: „Numărul de persoane care necesită intervenții împotriva unei boli tropicale neglijate”.

Ținta 3.3 propune eradicarea decesului prevenibil al nou-născuților și al copiilor sub cinci ani și eliminarea epidemiilor, precum HIV/SIDA, tuberculoză, malarie și boli transmise prin apă, de exemplu.
Din 2000 până în 2016, cazurile noi de infecție cu HIV au scăzut cu 66% pentru copiii sub 15 ani și cu 45% în rândul adolescenților cu vârsta între 15 și 19 ani.
În 2015, s-au înregistrat aproximativ 142 de cazuri de tuberculoză la 100.000 de locuitori.

### Ținta 3.4: Reducerea mortalității cauzate de boli netransmisibile și promovarea sănătății mintale
Textul integral al Țintei 3.4 este: „Până în 2030, reducerea cu o treime a mortalității premature cauzată de bolile netransmisibile prin prevenție și tratare și promovarea sănătății mintale și a bunăstării”.
Această țintă are doi indicatori:
- indicatorul 3.4.1: „Rata mortalității atribuită unei boli cardiovasculare, cancerului, diabetului sau unei boli respiratorii cronice”,
- indicatorul 3.4.2: „Rata mortalității prin sinucidere”.

Numărul deceselor cauzate de cele patru boli netransmisibile au fost „17,7 milioane din cauza bolilor cardiovasculare, 8,8 milioane din cauza cancerului, 3,9 milioane din cauza bolilor respiratorii cronice și 1,6 milioane din cauza diabetului”.

### Ținta 3.5: Prevenirea și tratarea abuzului de substanțe
Textul integral al Țintei 3.5 este: „Consolidarea prevenirii și tratării abuzului de substanțe, inclusiv abuzul de narcotice și consumul nociv de alcool".
Ținta 3.5 are doi indicatori:
- indicatorul 3.5.1: „Acoperirea intervențiilor de tratament (farmacologic, psihosocial și de reabilitare și a serviciilor de îngrijire ulterioară) pentru tulburările legate de consumul de substanțe”,
- indicatorul 3.5.2: „Consumul nociv de alcool, definit în funcție de contextul național drept consum de alcool per locuitor (cu vârsta de 15 ani și peste) într-un an calendaristic, exprimat în litri de alcool pur”.

### Ținta 3.6: Reducerea leziunilor și deceselor survenite în accidente rutiere

Harta lumii pentru indicatorul 3.6.1: Rata deceselor din cauza accidentelor rutiere

Textul integral al Țintei 3.6 este: „Până în 2020, înjumătățirea (reducerea cu 50%) numărului de decese și răniri la nivel mondial din accidente rutiere”.
Ținta 3.6 are un singur indicator: indicatorul 3.6.1 reprezintă „Rata deceselor cauzate de accidente rutiere”.
Nevoia de îmbunătățire a infrastructurii rutiere și a reglementărilor guvernamentale continuă. În țări cu mare succes, precum Suedia, care se mândrește cu o reducere cu 66% a rănirilor și deceselor din 1990 până în 2015, reglementările guvernamentale stricte au fost esențiale.
În martie 2010, Adunarea Generală a Națiunilor Unite a declarat deceniul 2011-2020 drept „Deceniul de Acțiune pentru Siguranța Rutieră”. În februarie 2020, Declarația de la Stockholm a stabilit un obiectiv global de reducere a leziunilor și deceselor din trafic cu 50% până în 2030. În august 2020, Națiunile Unite au ratificat Declarația de la Stockholm prin care deceniul 2021-2030 a fost declarat „a doua decadă de acțiune pentru siguranța rutieră”.

### Ținta 3.7: Acces universal la îngrijire sexuală și reproductivă, planificare familială și educație

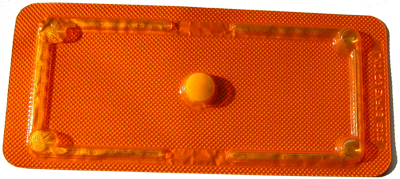
Pilulă contraceptivă de urgență

Textul integral al Țintei 3.7 este: „Până în 2030, asigurarea accesului universal la serviciile de îngrijire a sănătății sexuale și reproductive, inclusiv pentru planificare familială, informare și educație sexuală, precum și integrarea sănătății reproductive în strategiile și programele naționale”.
Ținta 3.7 are doi indicatori:
- indicatorul 3.7.1: „Ponderea femeilor căsătorite cu vârsta cuprinsă între 15 și 49 de ani a căror nevoie de planificare familială este satisfăcută prin metode moderne de contracepție”,
- indicatorul 3.7.2: „Rata mamelor adolescente (cu vârste cuprinse între 10-14 ani și 15-19 ani) la 1.000 de femei din grupa respectivă de vârstă”.

În Africa de Vest de două ori mai multe femei au folosit contraceptive în 2020 comparativ cu 2011:34.

### Ținta 3.8 Asigurarea unei acoperiri universale de sănătate
Titlul integral pentru Ținta 3.8 este: „Asigurarea acoperirii universale de sănătate, inclusiv protecție de risc financiar, acces la servicii de îngrijire esențiale de calitate și acces universal la medicamente și vaccinuri esențiale sigure, eficiente, de calitate și la prețuri accesibile”.
Ținta 3.8 are doi indicatori:
- indicatorul 3.8.1: „Acoperirea serviciilor de sănătate esențiale”,
- indicatorul 3.8.2: „Ponderea populației cu cheltuieli mari ale gospodăriilor pentru sănătate ca pondere din cheltuielile sau veniturile totale ale gospodăriilor”.

Acoperirea universală de sănătate (Universal Health Coverage) include migranții și refugiații, chiar dacă aceștia nu au statut legal:6.
Asistența medicală de bază (Primary health care) este importantă pentru acoperirea medicală universală:35. De obicei, este relativ ușor accesibilă și la prețuri suportabile:35.

### Ținta 3.9: Reducerea îmbolnăvirilor și a deceselor cauzate de substanțe chimice periculoase și poluare

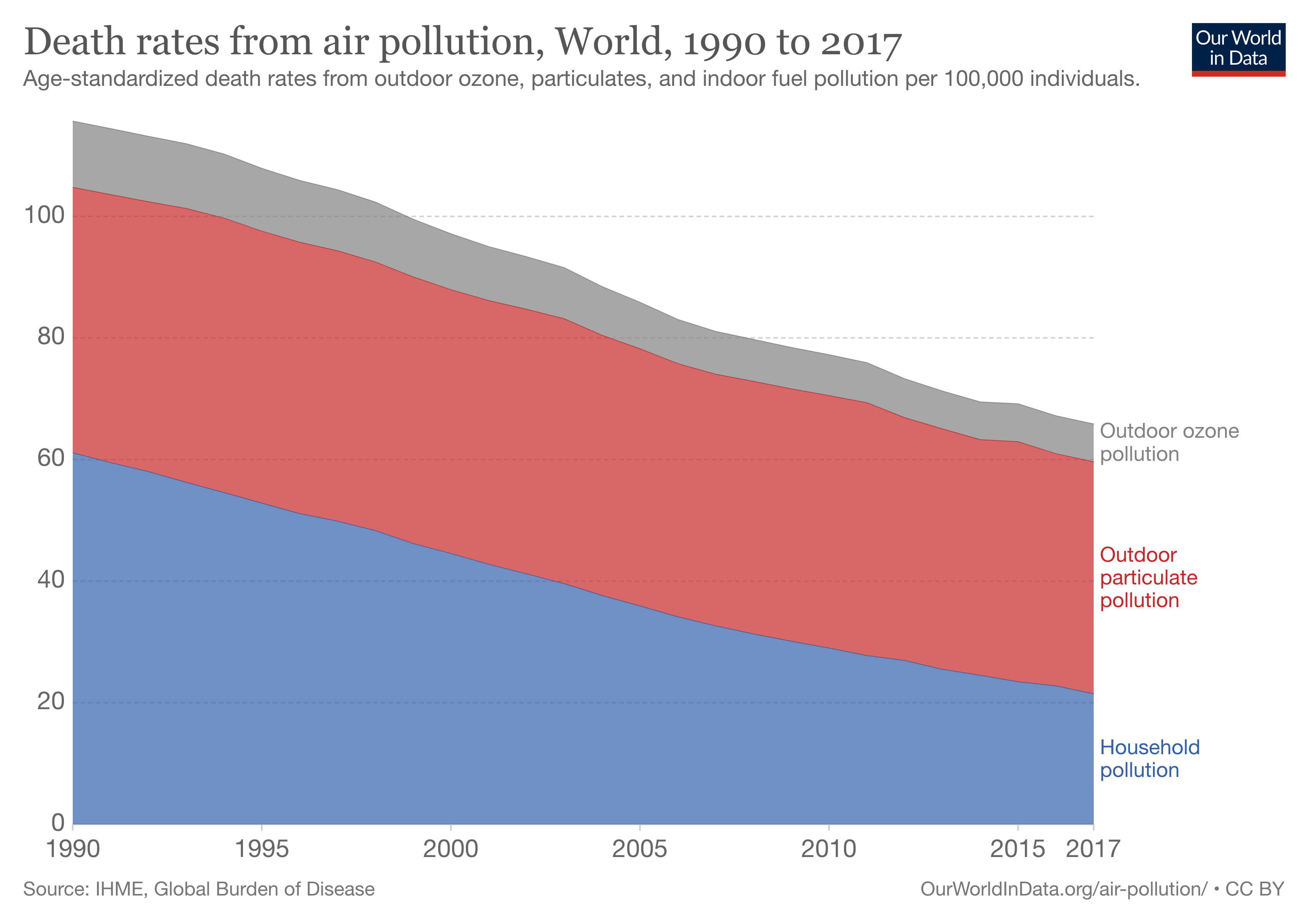
Graficul global pentru indicatorul 3.9.1: Rata mortalității cauzată de poluarea aerului

Textul integral al Țintei 3.9 este: „Până în 2030, reducerea substanțială a numărului de decese și îmbolnăviri cauzate de substanțe chimice periculoase, de poluarea și contaminarea aerului, apei și solului”.
Ținta 3.9 are trei indicatori:
- indicatorul 3.9.1: „Rata de mortalitate atribuită poluării aerului din gospodărie și din mediul ambiant”,
- indicatorul 3.9.2: „Rata mortalității atribuită neconformității apei, canalizării și lipsei de igienă (expunere la condiții neconforme de apă, canalizare și igienă (WASH)[n 1]”,
- indicatorul 3.9.3: „Rata mortalității atribuită otrăvirii neintenționate”.

Se estimează că poluarea aerului din locuință este responsabilă de jumătate din decesele cauzate de pneumonie în rândul copiilor sub cinci ani:6.

### Ținta 3.a: Implementarea convenției-cadru a OMS privind controlul tutunului
Textul integral al Țintei 3.a este: „Consolidarea implementării Convenției-cadru a Organizației Mondiale a Sănătății privind controlul tutunului[en] în toate țările, după caz”.
Ținta 3.a are un singur indicator: indicatorul 3.a.1 reprezintă „Prevalența consumului curent de tutun, standardizată în funcție de vârstă în rândul persoanelor cu vârsta de 15 ani și mai mult”.
Convenția-cadru a Organizației Mondiale a Sănătății privind controlul tutunului[en] a fost ratificată de marea majoritate a țărilor membre (180 de țări):7. În 2019, valoarea medie globală pentru „prevalența fumatului standardizată în funcție de vârstă în rândul vârstelor de 15 ani și peste” a fost de 17%, în scădere de la aproape 25% în 1990, ceea ce reprezintă o evoluție pozitivă:36.

### Ținta 3.b: Sprijinirea cercetării, dezvoltării și accesului universal la vaccinuri și medicamente la prețuri accesibile

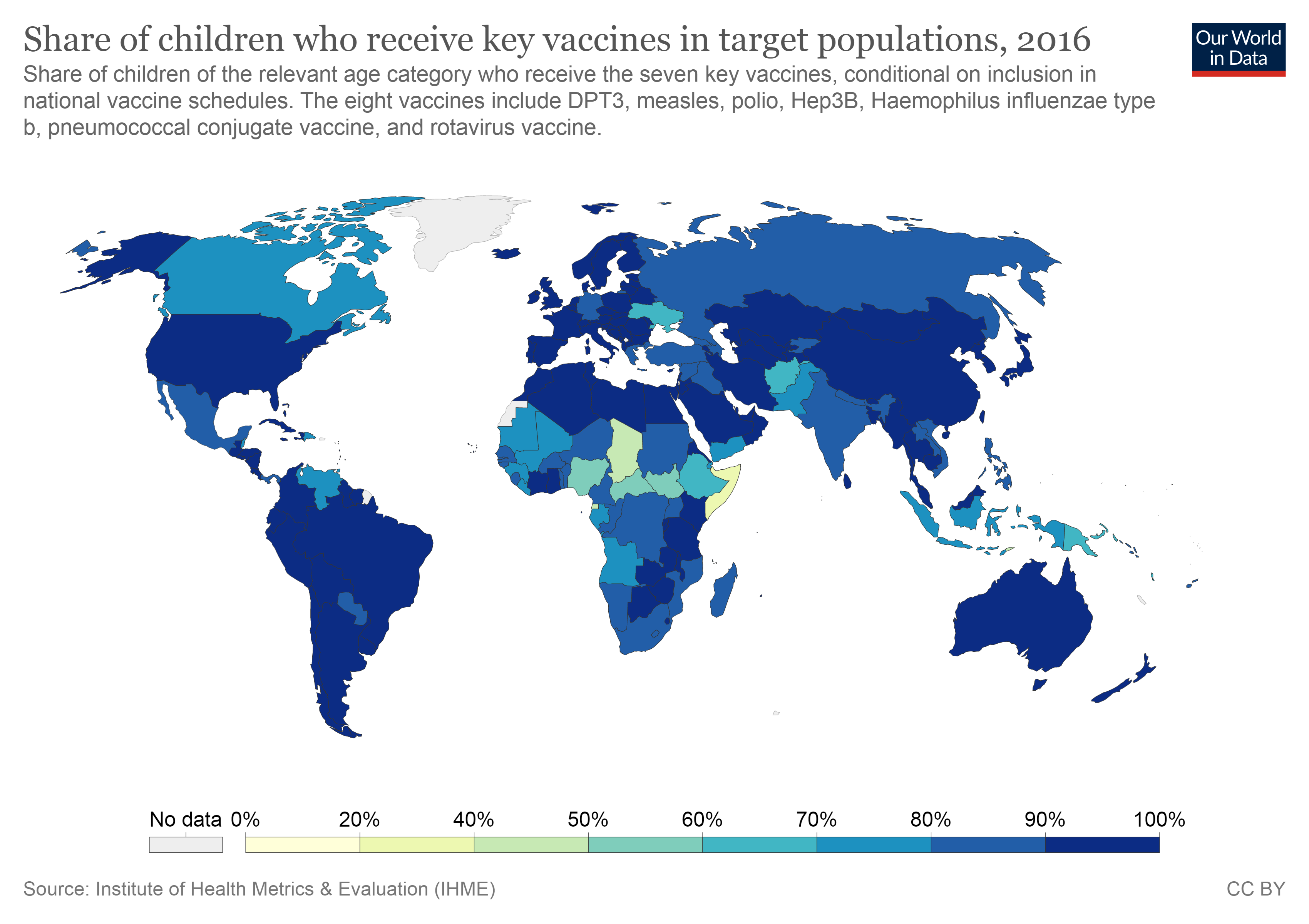
Harta lumii pentru indicatorul 3.b.1: Ponderea copiilor vaccinați raportat la totalul populației

Textul integral al Țintei 3.b este: „Sprijinirea cercetării și dezvoltării de vaccinuri și medicamente pentru bolile transmisibile și netransmisibile care afectează în primul rând țările în curs de dezvoltare, asigurarea accesului la medicamente și vaccinuri esențiale la prețuri accesibile, în conformitate cu Declarația de la Doha privind Acordul TRIPS[en] și sănătatea publică, care afirmă dreptul țărilor în curs de dezvoltare de a utiliza la maximum prevederile din Acordul TRIPS (Acordul privind aspectele comerciale ale drepturilor de proprietate intelectuală) în privința flexibilității de protejare a sănătății publice și, în special, de a oferi acces la medicamente pentru toți”.
Ținta 3.b are trei indicatori:
- indicatorul 3.b.1: „Ponderea populației țintă acoperită de toate vaccinurile incluse în programele naționale”,
- indicatorul 3.b.2: „Valoarea totală netă a Asistenței Oficiale pentru Dezvoltare (AOD) pentru cercetarea medicală și sectoarele de sănătate de bază”,
- indicatorul 3.b.3: „Ponderea unităților de sănătate care dețin un set de bază de medicamente esențiale relevante disponibile și accesibile pe o bază durabilă”.

O analiză din 2017 a subliniat că „mai puțin de 1% din totalul finanțărilor pentru cercetare și dezvoltare în domeniul sănătății este alocată bolilor care apar predominant în țările în curs de dezvoltare”:7.
ODD 3 urmărește realizarea unei acoperiri universale de sănătate, inclusiv accesul la medicamente și vaccinuri esențiale. Aproximativ două din cinci țări vor trebui să accelereze progresul pentru a atinge obiectivele ODD privind imunizarea. Imunizarea previne între 2 și 3 milioane de decese în fiecare an.

### Ținta 3.c: Creșterea finanțării sănătății și sprijinirea forței de muncă din domeniul sănătății în țările în curs de dezvoltare

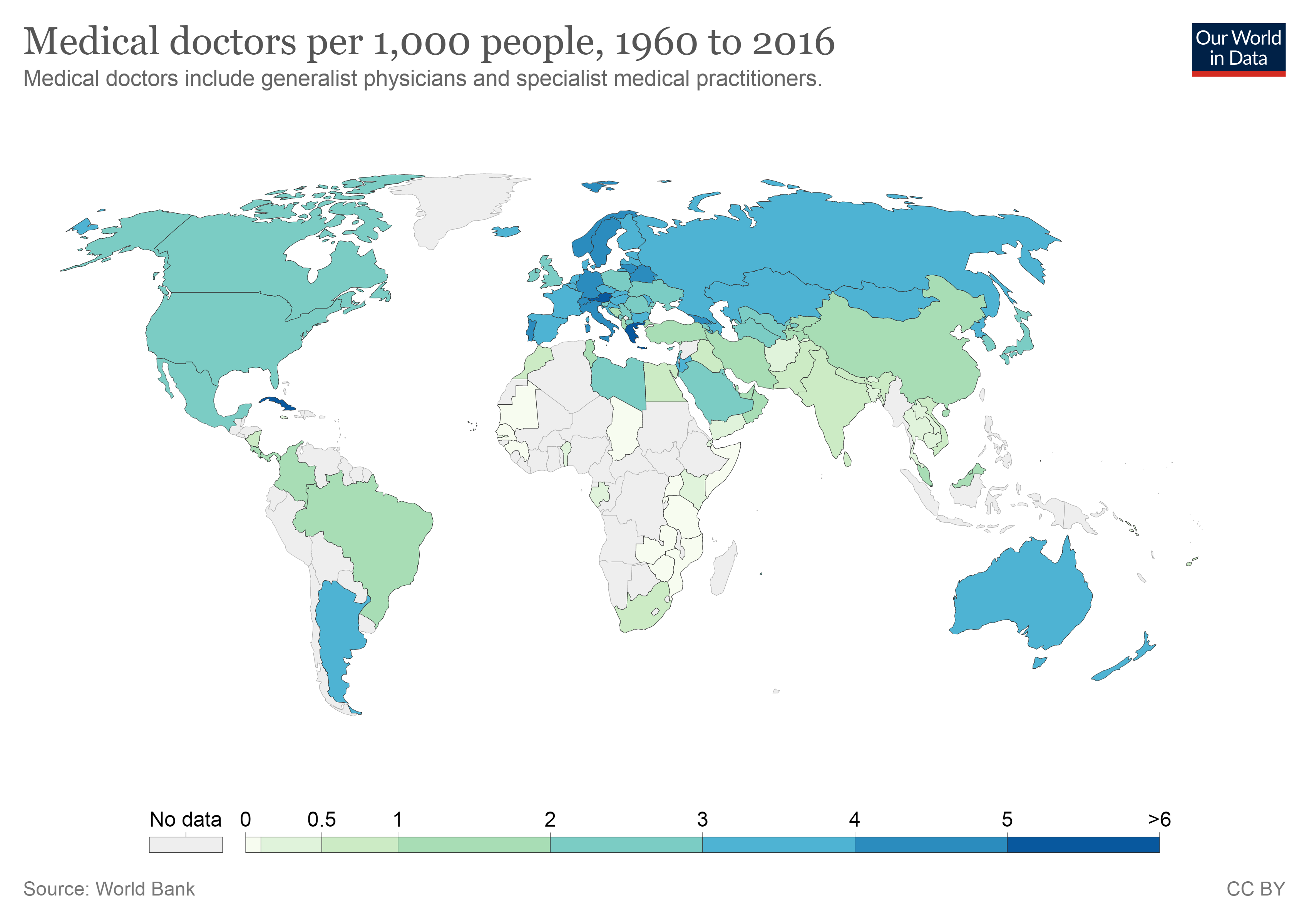
Harta lumii pentru indicatorul 3.c.1: Densitatea și distribuția lucrătorilor sanitari

Textul integral al Țintei 3.c este: „Creșterea substanțială a finanțării sănătății și a recrutării, dezvoltării, formării și reținerii forței de muncă din domeniul sănătății în țările în curs de dezvoltare, în special în țările cel mai puțin dezvoltate și micile state insulare în curs de dezvoltare”.
Ținta 3.c are un singur indicator: indicatorul 3.c.1 reprezintă „Densitatea și distribuția lucrătorilor sanitari”.
A fost lansată o inițiativă comună UIT/OMS - „Be Healthy Be Mobile” - care aduce serviciile de telemedicină la beneficiar:7.

### Ținta 3.d: Îmbunătățirea sistemelor de avertizare timpurie privind riscurile globale pentru sănătate

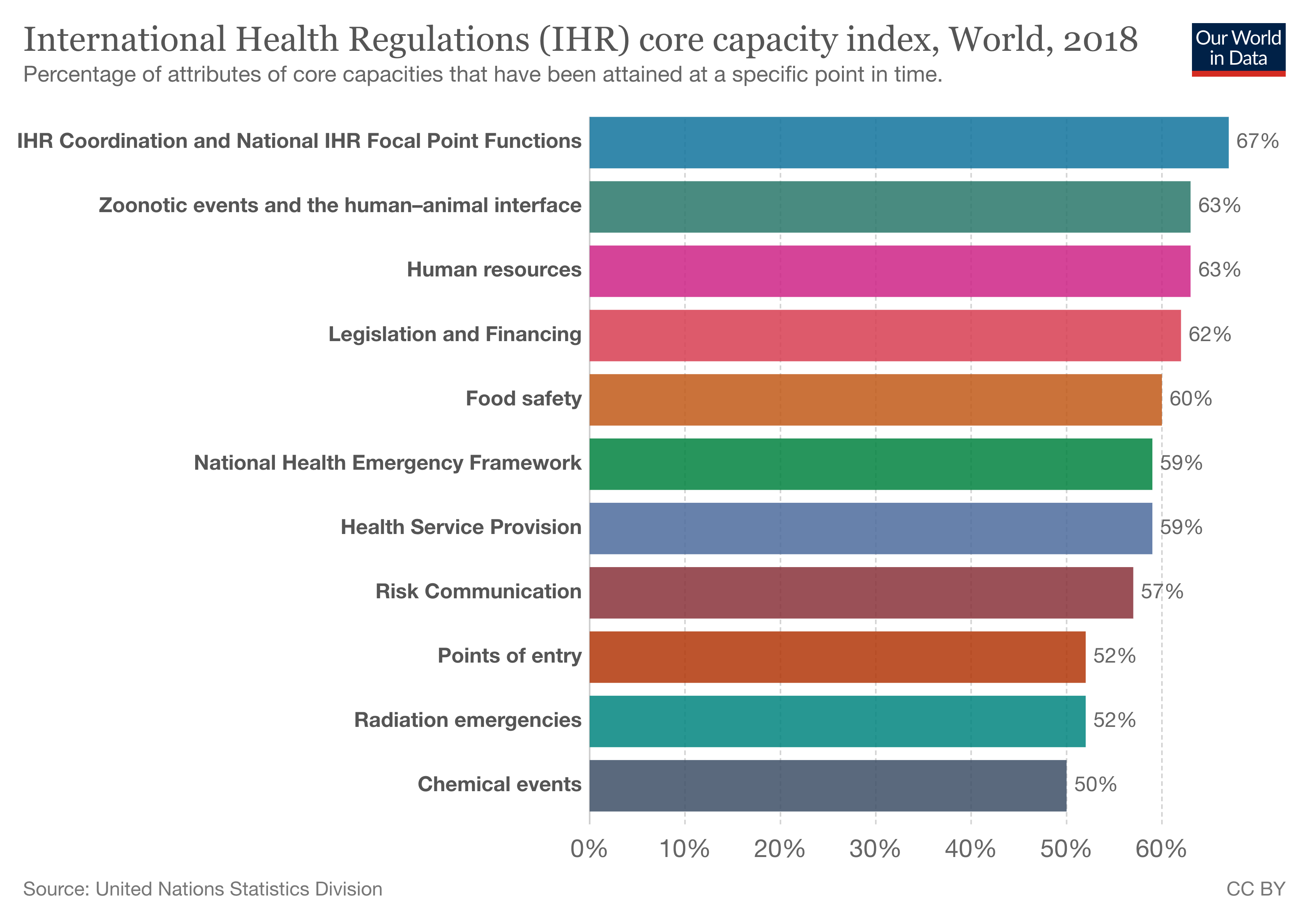
Indicele capacității reglementărilor internaționale de sănătate, după tipul capacității (%) - SH_IHR_CAPS

Textul integral al Țintei 3.d este: „Consolidarea capacității tuturor țărilor, în special a țărilor în curs de dezvoltare, în privința avertizării timpurii, reducerii riscurilor privind sănătatea și gestionării riscurilor naționale și globale de sănătate”.
Ținta 3.d are doi indicatori: 
- indicatorul 3.d.1: „Capacitatea reglementărilor internaționale privind sănătatea (International Health Regulations - IHR [en]) și pregătirea pentru situații de urgență”,
- indicatorul 3.d.2: „Ponderea infecțiilor fluxului sanguin cauzate de organisme rezistente la antimicrobiene selectate[17]”.

### Agenții custode
Agențiile custode au sarcina de a măsura progresul indicatorilor.
- pentru indicatorii 3.1.1, 3.2.1, 3.2.2, 3.4.1, 3.4.2, 3.5.2, 3.6.1, 3.8.2, 3.9.1, 3.9.2, 3.9.3, 3.b. 3, 3.c.1, 3.d.1 și 3.d.2: Organizația Mondială a Sănătății (OMS).
- pentru indicatorul 3.1.2: Fondul Internațional de Urgență pentru Copii al Națiunilor Unite (UNICEF)
- pentru indicatorul 3.3.1: Programul Comun al Națiunilor Unite privind HIV/SIDA
- pentru indicatorii 3.3.2, 3.3.3, 3.3.4 și 3.3.5: Fondul Internațional de Urgență pentru Copii al Națiunilor Unite (UNICEF).
- pentru indicatorul 3.5.1: Organizația Mondială a Sănătății și Oficiul Națiunilor Unite împotriva Drogurilor și Crimei (UNODC).
- pentru indicatorii 3.7.1 și 3.7.2: Departamentul Națiunilor Unite pentru Afaceri Economice și Sociale.
- pentru indicatorii 3.8.1 și 3.b.1: OMS și Fondul Internațional de Urgență pentru Copii al Națiunilor Unite (UNICEF).
- pentru indicatorul 3.b.2: Organizația pentru Cooperare și Dezvoltare Economică (OCDE).

## Monitorizare
Un raport anual este pregătit de către Secretarul General al Națiunilor Unite care evaluează progresul către Obiectivele de Dezvoltare Durabilă.
Un studiu din 2018 din revista Nature a constatat că, în timp ce „aproape toate țările africane au înregistrat îmbunătățiri pentru copiii sub 5 ani în ceea ce privește deficitele de creștere în înălțime și în greutate și subnutriția... mare parte, dacă nu chiar tot continentul nu va putea îndeplini obiectivul de dezvoltare durabilă - de eradicare a malnutriției până în 2030”.

## Provocări

### Impactul pandemiei de COVID-19

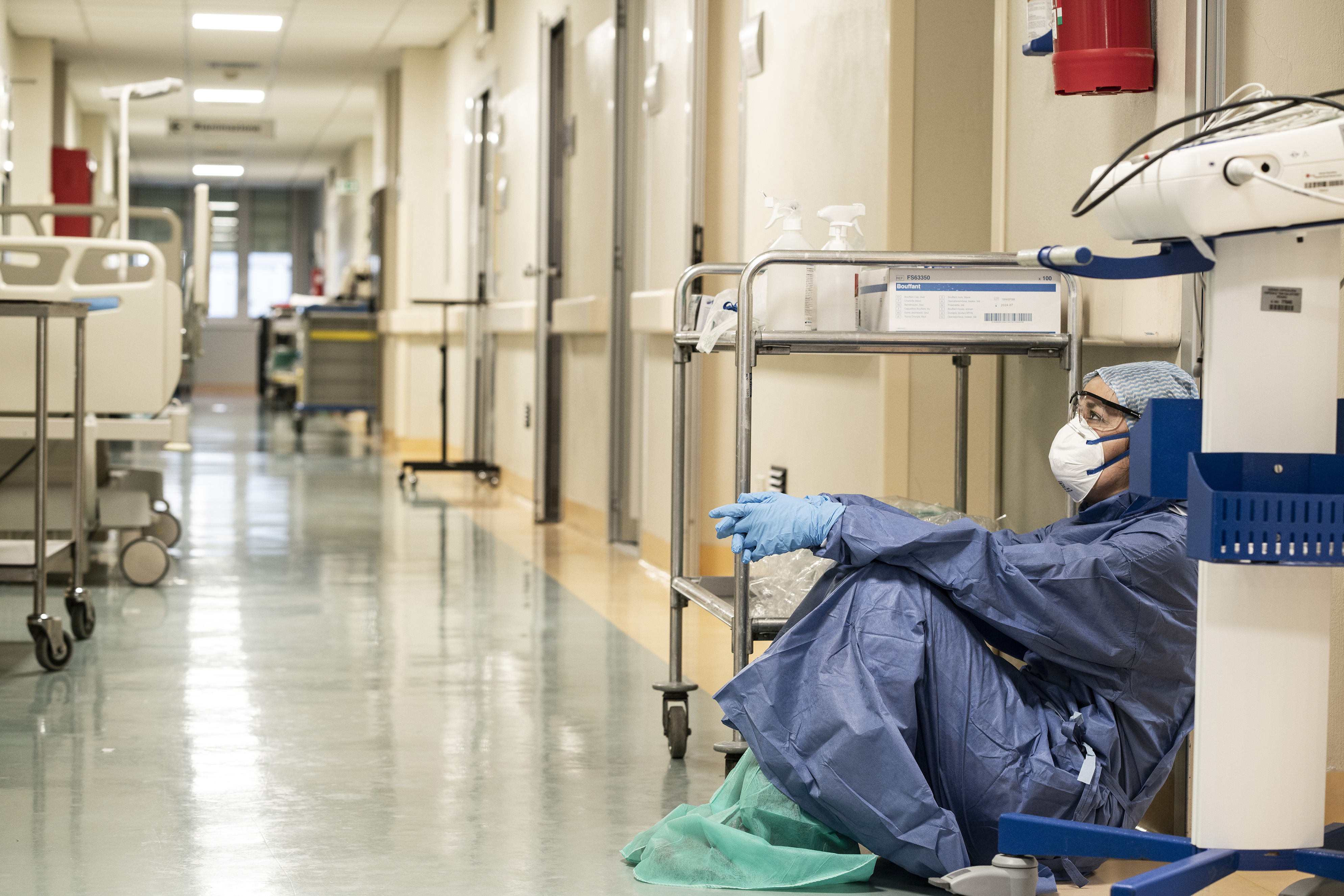
Secție a spitalului italian al Spitalului San Salvatore din Pesaro, Italia, în timpul pandemiei de COVID-19

Pandemia COVID-19 este o amenințare serioasă la adresa progresului ODD 3, menit să asigure o viață sănătoasă și bunăstare pentru toți. Pe măsură ce pandemia s-a răspândit în întreaga lume, carantina a făcut ca peste 70 de țări să oprească diferite servicii de sănătate, cum ar fi vaccinarea copiilor, planificarea familială și screening-ul cancerului. Pandemia a dus, de asemenea, la supraîncărcarea și supraaglomerarea unităților de sănătate, iar mulți oameni au evitat să meargă la o consultație, de teamă să nu fie infectați.
Tratamentele majorității bolilor non-COVID-19 au fost fie neglijate, fie întrerupte în timpul pandemiei, iar sistemele de sănătate au fost, la rândul lor, solicitate dincolo de capacitatea lor de a oferi îngrijire adecvată. Acest lucru a inversat decenii de îmbunătățire și a reiterat necesitatea ca guvernele să acorde prioritate problemelor de viață sănătoasă și bunăstare și să acționeze în vederea atingerii obiectivului ODD 3.
Guvernele țărilor care suferă deja de lipsa de lucrători din domeniul sănătății și de alte probleme ale sistemului de sănătate pot profita de lecțiile învățate în timpul acestei crize pentru a-și consolida reziliența la viitoarele pandemii de sănătate.

## Legături cu alte ODD
Țintele ODD 3 se leagă de țintele din alte obiective. De exemplu, la unele ținte ale ODD 2 - Zero foamete, ODD 4 - Educație de calitate, ODD 5 - Egalitatea de gen, ODD 6 - Apă curată și canalizare etc.:1.

## Organizații și programe
Organizațiile dedicate promovării bunei sănătăți și bunăstării includ:
- The Global Fund to Fight AIDS, Tuberculosis and Malaria
- Joint United Nations Programme on HIV/AIDS (UNAIDS)
- Banca Mondială (BM)
- Organizația Mondială a Sănătății (OMS)
- Fondul Națiunilor Unite pentru Copii (UNICEF)
- Departamentul Națiunilor Unite pentru Afaceri Economice și Sociale (DESA)
- Oficiul Națiunilor Unite împotriva Drogurilor și Crimei (UNODC)
- Organizația pentru Cooperare și Dezvoltare Economică (OECD)
- UN Women
- Gavi the Vaccine Alliance
- Fundația Vodafone
- Medici fără frontiere
- Crucea Roșie Internațională
- Medical IMPACT
- Partners in Health
- PanAfricare
- The Global Health Network